# アデノール・レオナルド・バッチ
チッチ (Tite) こと、アデノール・レオナルド・バッチ（Adenor Leonardo Bacchi、1961年5月25日 - ）は、ブラジル・リオグランデ・ド・スル州カシアス・ド・スル出身の元サッカー選手。サッカー指導者。ブラジル代表の元監督。現役時代のポジションはミッドフィールダー。

## 経歴

### 指導者時代
グレミオやパルメイラスなどのブラジル国内のクラブやアラブ首長国連邦のクラブを率いた実績があり、コリンチャンスの監督として2度のカンピオナート・ブラジレイロ・セリエA優勝（2011年、2015年）、コパ・リベルタドーレス優勝（2012年）、FIFAクラブワールドカップ優勝（2012年）に導いた。
2016年6月、ブラジル代表の監督に就任した。ブラジル代表は2014 FIFAワールドカップ以来成績不振が続き、前任者のドゥンガの下では2018 FIFAワールドカップ・南米予選において6試合を消化した時点で6位と低迷していたが、チッチの監督就任後は11月11日に行われた同予選のアルゼンチン代表戦に3-0で勝利するなど、公式戦で7連勝を記録し好調を維持した。
2017年3月28日、パラグアイ代表戦に3-0で勝利し、勝ち点を33と伸ばした。これにより同予選の4位以上の成績が確定し、4試合を残して本大会出場を決めた。
2022年、この年に行われたカタールW杯(結果はクロアチアにPK戦の末敗れ2大会連続ベスト8)後にブラジル代表の監督を退任することを発表した。

## 姓の発音について
Bacchi姓について、日本国内の主要サッカーメディアではバッチと書かれるが、ブラジル本国のポルトガル語発音ではバッキに近い。

## タイトル

### 監督

#### クラブ
ヴェラノポリス
- カンピオナート・ガウショ・セリエA2: 1993

カシアス
- カンピオナート・ガウショ: 2000

グレミオ
- カンピオナート・ガウショ: 2001
- コパ・ド・ブラジル: 2001

インテルナシオナル
- コパ・スダメリカーナ: 2008
- カンピオナート・ガウショ: 2009
- スルガ銀行チャンピオンシップ: 2009

コリンチャンス
- カンピオナート・ブラジレイロ・セリエA: 2011, 2015
- コパ・リベルタドーレス: 2012
- FIFAクラブワールドカップ: 2012
- カンピオナート・パウリスタ: 2013
- レコパ・スダメリカーナ: 2013

#### 代表
ブラジル代表
- コパ・アメリカ：1回 (2019)

### 個人
- プレミオ・クラッキ・ド・ブラジレイロン 最優秀監督: 2015
- 南米年間最優秀監督賞: 2017